# 차승수
차승수(車承秀, 1940년 ~ )는 조선민주주의인민공화국의 정치인이다. 조선중앙방송위원회 위원장 겸 조선로동당 중앙위원회 위원이다. 최고인민회의 제12기 대의원이다.

## 경력
1940년 일제강점기에 자강도 화평군에서 태어났다. 1982년 7월 조선중앙방송위원회 부위원장을 거쳐 1983년 5월 조선중앙방송위원회 텔레비전총국 부총국장을 맡았다. 1991년 조선중앙방송위원회 텔레비전총국 총국장을 지냈으며, 2000년 1월 조선-쿠바 친선위원회 부위원장에 임명되었다. 2000년 8월 이후 조선중앙방송위원회 위원장으로 재임중이다. 2010년 9월, 조선로동당 중앙위원회 위원에 선임되었다.

## 최고인민회의 대의원
1998년 최고인민회의 제10기 대의원에 선출된 이래, 2003년 제11기 대의원을 지냈으며, 2009년 4월이후 제12기 대의원을 맡고 있다.

## 수훈
2002년 4월 김일성훈장을 받았으며, 2012년 2월에 김정일 훈장을 받았다.

## 기타
2010년 조명록 사망, 2011년 김정일 사망 당시에 국가 장의위원회 위원을 맡았다.